# العلاقات التشيكية اليابانية
العلاقات التشيكية اليابانية هي العلاقات الثنائية التي تجمع بين التشيك واليابان.

## مقارنة بين البلدين
هذه مقارنة عامة ومرجعية للدولتين:
| وجه المقارنة                                              | التشيك                                                                            | اليابان         |
| --------------------------------------------------------- | --------------------------------------------------------------------------------- | --------------- |
| المساحة (كم2)                                             | 78.87 ألف                                                                         | 377.97 ألف      |
| عدد السكان (نسمة)                                         | 10.52 مليون                                                                       | 126.79 مليون    |
| الكثافة السكانية (ن./كم²)                                 | 133.38                                                                            | 335.45          |
| العاصمة                                                   | براغ                                                                              | طوكيو           |
| اللغة الرسمية                                             | اللغة التشيكية                                                                    | اللغة اليابانية |
| العملة                                                    | كرونة تشيكية، كرونة تشيكوسلوفاكية                                                 | ين ياباني       |
| الناتج المحلي الإجمالي (بليون دولار)                      | 215.73 مليار                                                                      | 4.87 تريليون    |
| الناتج المحلي الإجمالي (تعادل القوة الشرائية) بليون دولار | 356.15 مليار                                                                      | 5.18 تريليون    |
| الناتج المحلي الإجمالي الاسمي للفرد دولار أمريكي          | 17.55 ألف                                                                         | 34.52 ألف       |
| الناتج المحلي الإجمالي للفرد دولار أمريكي                 | 31.19 ألف                                                                         | 36.62 ألف       |
| مؤشر التنمية البشرية                                      | 0.878                                                                             | 0.903           |
| رمز المكالمات الدولي                                      | +420                                                                              | +81             |
| رمز الإنترنت                                              | .cz                                                                               | .jp             |
| المنطقة الزمنية                                           | ت ع م+01:00، ت ع م+02:00، توقيت وسط أوروبا، توقيت وسط أوروبا الصيفي، أوروبا/براغ ‏ | توقيت اليابان   |

## مدن متوأمة
في ما يلي قائمة باتفاقيات التوأمة بين مدن تشيكية ويابانية:
- ترتبط كارلوفي فاري مع كوساتسو [الإنجليزية]‏ باتفاقية توأمة منذ 1998.[13][14][15][16]
- ترتبط براغ مع كيوتو باتفاقية توأمة منذ 1967.

## منظمات دولية مشتركة
يشترك البلدان في عضوية مجموعة من المنظمات الدولية، منها:
| علم المنظمة | اسم المنظمة                               | تاريخ انضمام التشيك | تاريخ انضمام اليابان |
| ----------- | ----------------------------------------- | ------------------- | -------------------- |
|             | منظمة الشرطة الجنائية الدولية             | ?                   | ?                    |
|             | الاتحاد البريدي العالمي                   | ?                   | ?                    |
|             | منظمة التجارة العالمية                    | ?                   | ?                    |
|             | منظمة التعاون الاقتصادي والتنمية          | ?                   | ?                    |
|             | الفريق المعني برصد الأرض                  | ?                   | ?                    |
|             | مجموعة الموردين النوويين                  | ?                   | ?                    |
|             | مؤسسة التنمية الدولية                     | 1993                | 27 ديسمبر 1960       |
|             | مؤسسة التمويل الدولية                     | 1993                | 20 يوليو 1956        |
|             | منظمة حظر الأسلحة الكيميائية              | ?                   | ?                    |
|             | الوكالة الدولية للطاقة                    | ?                   | ?                    |
|             | الأمم المتحدة                             | 19 يناير 1993       | 18 ديسمبر 1956       |
|             | الاتحاد الدولي للاتصالات                  | 1993                | 29 يناير 1879        |
|             | البنك الدولي للإنشاء والتعمير             | 1993                | 13 أغسطس 1952        |
|             | مجموعة أستراليا                           | 1994                | 1985                 |
|             | المركز الدولي لتسوية المنازعات الاستشارية | 22 أبريل 1993       | 16 سبتمبر 1967       |
|             | وكالة ضمان الاستثمار متعدد الأطراف        | 1993                | 12 أبريل 1988        |
|             | نظام تحكم تكنولوجيا القذائف               | 1998                | 1987                 |
|             | يونسكو                                    | 22 فبراير 1993      | 2 يوليو 1951         |

## وصلات خارجية
- موقع وزارة الخارجية التشيكية
- موقع وزارة الخارجية اليابانية